# Liste kanadischer Dichter
Dies ist eine Liste kanadischer Dichter. Zwangsläufig ergeben sich Überschneidungen mit der Liste kanadischer Schriftsteller. Ihre Notwendigkeit ergibt sich jedoch aus der Tatsache heraus, dass manche kanadischen Dichter vorwiegend das Langgedicht pflegen und somit ungenau den kanadischen Schriftstellern zugeordnet werden. Seit den 1960er Jahren gab es von kanadischen Dichtern Querverbindungen und Abwanderungen zu US-amerikanischen Dichtern der Westküste und den US-amerikanischen Black Mountain Poets. Diese gegenseitigen Einflüsse kamen vor allem durch das einflussreiche kanadische Lyrikmagazin TISH zustande und wurden durch den Vietnamkrieg verstärkt. Daher werden mehrere US-amerikanische und kanadische Poeten ungeachtet ihres Wohnsitzes oder Staatsbürgerschaft zugerechnet. Diese Liste umfasst sowohl die englischsprachigen als auch die französischsprachigen Autoren Kanadas.

## A
- Mark Abley (* 1955), kanadischer Dichter, Journalist, Herausgeber und Sachbuchautor.
- Milton Acorn (1923–1986), Dichter, Schriftsteller und Theaterautor
- Gil Adamson, Romanautorin, Dichterin, Kurzgeschichten-Verfasserin
- Marie-Célie Agnant (* 1953), in Haiti geboren, lebt seit 1970 in Kanada; Romanautorin, Dichterin und Verfasserin von Kinderbüchern
- Kateri Akiwenzie-Damm (* 1965), indianischer Schriftsteller und Dichter, Gründer (1993) von Kegedonce Press, spezialisiert auf einheimische Schriftsteller
- John Akpata (2003), Schriftsteller, Dichter, Musiker, Politiker
- Donald Alarie (* 1945), Schriftsteller, Dichter und Lehrer
- Edna Alford, Herausgeber, Autor und Dichter, einer der Begründer des Magazins Dundelion
- Sundra Allund (* 1973), schottisch-kanadischer Schriftsteller, Multimedia-Künstler, Buchhändler, Kleinverleger und Aktivist
- Donna Allard, Herausgeber und Dichter
- Lillian Allen (* 1951), Dub-Dichter
- Anne-Marie Alonzo (1951–2005), Theaterautorin, Dichterin, Romanautorin, Literaturkritikerin und Verlegerin, in Ägypten geboren und mit 12 Jahren nach Kanada gezogen.
- George Amabile (* 1936)
- Marguerite Andersen (1924–2022), in Deutschland geboren, überwiegend frankophone Schriftstellerin, Akademikerin und Herausgeberin
- Patrick Anderson (1915–1979), britisch-kanadischer Dichter und Akademiker
- Rod Anderson (1935), Dichter, Musiker und Berater
- Michael Andre (* 1946), Dichter, Literaturkritiker und Herausgeber, lebt in den Vereinigten Staaten
- Jeannette Armstrong (* 1948), indianische Autorin, Pädagogin, Künstlerin und Aktivistin
- David Arnason (* 1940), Autor und Dichter
- Rod Anderson (* 1935), Dichter, Musiker und Chartered Accountant
- Joanne Arnott (* 1960), Dichterin, Essayistin, Aktivistin, Schriftstellerin
- Margaret Atwood (* 1939), Dichterin, Romanautorin, Literaturkritikerin, Feministin und Aktivistin
- Margaret Avison (1918–2007)

## B
- Lisa B, Dichterin
- Ken Babstock
- Alfred Bailey (1905–1997), Dichter, Anthropologe, Ethno-Historiker und akademischer Rat
- Jacob Bailey (1731–1808), ein in den Vereinigten Staaten geborener Kirchendiener und Dichter, der 1779 nach Nova Scotia, Kanada, auswanderte
- Chris Banks (* 1970)
- Kaushalya Bannerji, in Indien geboren
- Frances Bannerman
- Gary Barwin, Autor, Komponist, Kinderbuchautor und Dichter
- Jalal Barzanji (* 1953), kurdischer Dichter und Schriftsteller, lebt in Kanada seit 1998
- Shaunt Basmajian (1950–1990), Dichter und Autor
- Angèle Bassolé-Ouédraogo (* 1967), in der Elfenbeinküste geborener kanadischer Dichter und Journalist
- Bill Bauer, in den USA geborener Dichter, der seit 1965 in Kanada lebt und mit Nancy Bauer verheiratet ist.
- Nancy Bauer (* 1934), in den USA geborene Dichterin, die seit 1965 in Kanada lebt und mit Bill Bauer verheiratet ist.
- Doug Beardsley (* 1941), Dichter und Akademiker
- Nérée Beauchemin (1850–1931), frankophoner Dichter und Arzt
- Derek Beaulieu (* 1973), Dichter, Verleger und Ethnologe.
- Joseph-Isidore Bédard (1806–1833), Dichter, Rechtsanwalt und Politiker
- Ven Begamudré, in Indien geborener Dichter, Kurzgeschichten-Verfasser, Schriftsteller, Romanautor und Akademiker
- Henry Beissel (1929–2025), Dichter, Autor, Schriftsteller und Herausgeber
- Ken Belford (* 1946)
- John Bemrose, Kunst-Journalist, Romanautor, Dichter und Theaterautor
- Robbie Benoit († 2007), Dichter und Schriftsteller
- Navtej Bharati, in Indien geboren, lebt und verlegt Bücher in Kanada
- Jean-Philippe Bergeron, frankophoner Schriftsteller und Dichter
- Craven Langstroth Betts, Autor und Dichter
- Robert Billings (1949–1986), Dichter und Herausgeber
- Earle Birney (1904–1995), Dichter
- bill bissett (* 1939), Dichter, Dorothy-Livesay-Poetry-Prize-Gewinner 2003
- Mark Blagrave (* 1956), Schriftsteller, Kurzgeschichten-Verfasser Schriftsteller, Theaterautor, Dichter und Akademiker
- Robin Blaser (* 1925), Autor und Dichter
- Laurie Block (* 1949), Dichter
- E. D. Blodgett (1935–2018), Dichter, Literaturkritiker und Übersetzer
- Robert Boates (* 1954)
- Christian Bök, * „Christian Book“ (* 1966), Dichter und Autor
- Stephanie Bolster (* 1969), Dichter und Akademiker
- Roo Borson Künstlername von Ruth Elizabeth Borson (* 1952), in Kanada lebende US-Amerikanerin
- Hédi Bouraoui (* 1932), tunesisch-kanadischer Dichterin, Romanautorin und Akademikerin
- Arthur Bourinot (1893–1969), Dichter und Rechtsanwalt
- George Bowering (* 1935), Romanautor, Dichter, Historiker und Biograph, Dorothy-Livesay-Poetry-Prize-Finalist 2001
- Marilyn Bowering (1949), Dichterin, Romanautorin und Theaterautorin, Dorothy-Livesay-Poetry-Prize-Finalistin 1997 und 2004
- Tim Bowling (* 1964), Dichter und Romanautor
- Alex Boyd, Dichter, Schriftsteller, Literaturkritiker, Essayist und Herausgeber
- Kate Braid, Dichterin und Lehrerin, Dorothy-Livesay-Poetry-Prize-Finalistin 1996
- Shannon Bramer (* 1973), Dichter und Lehrer
- Dionne Brand (* 1953), Schriftstellerin
- Jacques Brault (1933–2022), franko-kanadischer Dichter und Übersetzer
- Diana Brebner (1956–2001)
- Brian Brett (1950–2024), Dichter und Romanautor
- Elizabeth Brewster (1922–2012), Dichterin und Akademikerin
- Robert Bringhurst (* 1946), Dichter, Typograph und Autor, Dorothy-Livesay-Poetry-Prize-Finalist 2004
- David Bromige (* 1933), kanadischer Dichter, lebt in den Vereinigten Staaten seit 1962
- Nicole Brossard (* 1943), frankophone Dichterin und Romanautorin
- Audrey Alexundra Brown (1904–1998)
- Ronnie R. Brown (* 1946), indianische Dichterin, der seit ihrem Erwachsensein in Kanada lebt
- Colin Browne, Dichter, Dorothy-Livesay-Poetry-Prize-Finalist 2003
- Robert Budde (* 1966), Dichter, Romanautor und Akademiker
- Suzanne Buffam, Dichterin
- April Bulmer (* 1963), Dichterin
- Mick Burrs, Dichter
- Aaron Bushkowsky, Dichter, Dorothy-Livesay-Poetry-Prize-Finalist 1995
- Margo Button, Dorothy-Livesay-Poetry-Prize-Gewinnerin 1997

## C
- Stephen Cain (* 1970), Dichter und Akademiker
- Alison Calder, Dichterin und Akademikerin
- Barry Callaghan (* 1937), Autor und Dichter; Sohn des Schriftstellers Morley Callaghan
- Jason Camlot (* 1966), Dichter, Dozent und Liedtexter
- Anne Cameron (1938–2022), Romanautorin, Dichterin, Drehbuchautorin und Kurzgeschichten-Schriftstellerin
- George Frederick Cameron (1854–1885), Dichter, Rechtsanwalt und Journalist
- Wilfred Campbell (1858–1918), Dichter und anglikanischer Kirchendiener
- Denise Cammiade, Dichterin, Dorothy-Livesay-Poetry-Prize-Finalistin
- Natalee Caple (* 1970), Romanautor und Dichter
- Paul Cargnello (* 1979), Lyriker
- Bliss Carman (1861–1929), Dichterin und Literaturkritikerin
- Anne Carson (* 1950), Dichterin, Essayistin, Übersetzerin und Akademikerin
- William Chapman (1850–1917), Dichter, Journalist und Bürokrat
- Jean Charbonneau (1875–1960), frankophoner Dichter, der der Begründer der Montreal Literary School war
- Herménégilde Chiasson (* 1946), Dichter, Theaterautor, Journalist, Akademiker und der Provinzgouverneur von New Brunswick
- Robert Choquette (1905–1991), Romanautor, Dichter und Diplomat
- Lesley Choyce (* 1951), in den USA geborener Romanautor, Schriftsteller, Kinderbuchautor, Dichter und Akademiker
- Margaret Christakos (* 1962), Dichter und Dozentin für Kreatives Schreiben
- Evie Christie (* 1979), Dichterin
- Dave Clark
- George Elliott Clarke (* 1960), Dichter und Theaterautor.
- Wayne Clifford (* 1944)
- Fred Cogswell (1917–2004)
- Leonard Cohen (1934–2016), Musiker, veröffentlichte auch als Dichter und Romanautor
- Matt Cohen (1942–1999), Schriftsteller und Dichter
- Don Coles (* 1928), Dichter, Autor und Akademiker
- Stephen Collis, Dichter, Dorothy-Livesay-Poetry-Prize-Finalist 2006
- John Robert Colombo (* 1936), Dichter, Ethnologe, Herausgeber, Essayist und Humorist
- Anne Compton (* 1947), Dichterin, Literaturkritikerin und Ethnologin
- Wayde Compton (* 1972), Dichter, Schriftsteller, Dorothy-Livesay-Poetry-Prize-Finalist 2000
- Jan Conn (* 1952), Genetiker und Dichter, lebt in den Vereinigten Staaten
- Karen Connelly (* 1969), Schriftsteller und Dichter
- Kevin Connolly
- Marlene Cookshaw, Dorothy-Livesay-Poetry-Prize-Finalistin 1990 und 2003
- Dennis Cooley (* 1944), Dichter und Akademiker
- Afua Cooper, in Jamaiker geborener Historiker und Dub-Dichter
- Paulo da Costa kanadisch-portugiesischer Autor, Herausgeber und Übersetzer
- Dani Couture (* 1978), Dichterin, Essayistin, Literaturkritikerin und Journalistin
- Thomas Cowherd (1817–1907), Blechschmied und Dichter
- Isabella Valancy Crawford (1850–1887), Dichterin, Romanautorin und Kurzgeschichten-Verfasserin
- Octave Crémazie (1827–1879), frankophoner Dichter der für seine patriotischen Verse als „Vater der französisch-kanadischen Dichtkunst“ bezeichnet wurde
- Lynn Crosbie (* 1963), Dichterin und Romanautorin
- Lorna Crozier (* 1948), schrieb anfangs unter dem Namen „Lorna Uher“, Dichterin, Dorothy-Livesay-Poetry-Prize-Gewinnerin 2000
- Michael Crummey (* 1965), Dichter und Schriftsteller.
- Julie Crysler, Journalistin und Dichterin

## D
- Cyril Dabydeen (* 1945), in Guyana geborene Dichterin und Schriftstellerin, die in Kanada lebt
- Kalli Dakos (* 1950), Kinderdichterin und Lehrerin
- Mary Dalton, Dichterin und Akademikerin
- Joseph A. Dundurund, indianischer Dichter, Theaterautor und Archäologe
- Beverley Daurio (* 1953), Dichterin
- Frank Davey (* 1940), Dichter und Akademiker
- Nicholas Flood Davin (1840–1901), Rechtsanwalt, Journalist, Politiker und Dichter
- Tanya Davis, Slam-poet und Musiker
- Tom Dawe (* 1940), Schriftsteller, Dichter, Kinderbuch-Autor, Künstler
- James Deahl (* 1945), wanderte 1970 von den USA ein und besitzt beide Staatsbürgerschaften; Dichter, Akademiker und Verleger von Unfinished Monument Press
- Barry Dempster (* 1952), Dichter und Romanautor
- Jeff Derkson, Dorothy-Livesay-Poetry-Prize-Gewinner 1991
- Michelle Desbarats
- Christopher Dewdney (* 1951), Dichter, Schriftsteller, Künstler, Lehrer für kreatives Schreiben und Writer in residence an verschiedenen Universitäten
- Ann Diamond (* 1951), Dichterin, Romanautorin und Kurzgeschichten-Verfasserin
- Pier Giorgio Di Cicco (1949–2019), in Italien geborener kanadischer Dichter und Priester
- Mary di Michele (* 1949), in Italien geborene kanadische Dichterin, Autorin und Lehrerin für Kreatives Schreiben
- Robert Dickson (1944–2007), Dichter, Übersetzer und Akademiker.
- Kildare Dobbs (* 1923), in Indien geborener Lehrer, Dichter, Herausgeber, Kurzgeschichten-Verfasser und Reiseschriftsteller der 1950 nach Kanada einwanderte
- Jeramy Dodds
- Don Domanski (* 1950)
- Magie Dominic (* 1944), Dichterin und Künstlerin
- Jeffery Donaldson, Dichter und Literaturkritiker
- David Donnell (* 1939), Dichter und Schriftsteller
- Cundas Dorsey (* 1952), Dichter und Science-Fiction-Autor
- Clive Doucet (* 1946), Schriftsteller Dichter und Politiker
- Gordon Downie (* 1964), Liedtexter, Dichter und Musiker
- Orville Lloyd Douglas (* 1976), Dichter und Schriftsteller
- William Henry Drummond (1854–1907), in Irland geborener kanadischer Dichter
- Louis Dudek (1918–2001), Dichter, Literaturkritiker und Verleger
- Marilyn Dumont (* 1955)

## E
- Evelyn Eaton (1902–1983), Romanautorin, Kurzgeschichten-Verfasserin, Dichterin und Akademikerin
- Vic Elias (1948–2006), in den USA geborene und seit 1979 in Kanada lebende Dichterin und Akademikerin
- Ronda Eller
- David Elliott (1923–1999), Dichter und Akademiker
- Rebecca Elson (1960–1999), kanadisch-amerikanische Astronomin, Akademikerin, Schriftstellerin und Dichterin
- Kirsten Emmott, Dorothy-Livesay-Poetry-Prize-Finalistin
- Reuben Epp (1920–2009), Lehrer, Schriftsteller und Dichter in Mennonite Low German

## F
- Chris Faiers (* 1948), Bibliothekar, Dichter und Verleger von Unfinished Monument Press
- Margaret Fairley (1885–1968), in England geborener kanadischer Dichter, Schriftsteller, Pädagoge und Aktivist
- Brian Fawcett (* 1944), Dichter, Romanautor, Sachbuchautor und Schriftsteller
- Charles Fenerty (ca. 1821–1982), kanadischer Dichter, Journalist und Erfinder.
- Ferron, * Debby Foisy (1952), Sängerin, Liedtexterin und Dichterin
- Robert Finch (1900–1995), Dichter und Akademiker
- Joan Finnigan (1925–2007), Schriftsteller, Dichter, Lehrer und Reporter
- Jon Paul Fiorentino, Dichter, Romanautor, Kurzgeschichten-Verfasser, Schriftsteller, Akademiker und Herausgeber des Matrix-Magazins
- Judith Fitzgerald (* 1952), Dichter und Journalist
- Robert Arthur Douglass Ford (1915–1998), Dichter, Übersetzer und Diplomat
- Raymond Fraser (* 1941), Romanautor, Dichter, Biograph, Essayist und Herausgeber
- Louis-Honoré Fréchette (1839–1908), franko-kanadischer Dichter, Politiker, Theaterautor und Kurzgeschichten-Verfasser
- Patrick Friesen (* 1946), Dichter und Dozent für Kreatives Schreiben, Dorothy-Livesay-Poetry-Prize-Finalist 1999 und 2003
- Mark Frutkin (* 1948), in den USA geborener kanadischer Dichter, der 1970 nach Kanada zog, um sich der Einberufung nach Vietnam zu entziehen.

## G
- Maxine Gadd, Dichterin, Dorothy-Livesay-Poetry-Prize-Finalistin 2007
- Radovan Gajić (* 1953), gebürtiger Serbe, der seit 1985 in Kanada lebt
- Keith Garebian (* 1943), Literaturkritiker, Herausgeber, Biograph und Dichter
- François-Xavier Garneau (1809–1866), franko-kanadischer Notar, Dichter, Verwaltungsbeamter und Historiker
- Hector de Saint-Denys Garneau (1912–1943), erster moderner franko-kanadischer Dichter
- Bill Gaston (* 1953), Romanautor, Theaterautor, Kurzgeschichten-Verfasser, Schriftsteller und Dichter
- Antoine Gérin-Lajoie (1824–1882), franko-kanadischer Dichter und Romanautor
- Marty Gervais (* 1946), Dichter, Fotograf, Professor, Journalist und Verleger von Black Moss Press
- Angus Morrison Gidney (1803–1882), Pädagoge, Dichter und Journalist
- Charles Ignace Adélard Gill (1871–1918), Maler und Dichter
- John Glassco (1909–1981), Dichter, Memoirenschreiber und Romanautor
- Jacques Godbout (* 1933), Romanautor, Essayist, Kinderbuchautor, Journalist, Filmemacher und Dichter
- Gérald Godin (1938–1994), franko-kanadischer Dichter und Politiker
- Oliver Goldsmith (1794–1861)
- Leona Gom (* 1946), Romanautor und Dichter
- Katherine L. Gordon
- Phyllis Gotlieb (1926–2009), Science-Fiction-Romanautorin und Dichterin
- Sue Goyette (* 1964), Dichterin und Romanautorin
- Neile Graham (* 1958), Dichter und Akademiker
- Alain Grundbois (1900–1975), franko-kanadischer Dichter
- Richard Greene
- Leslie Greentree, Dichter, Kurzgeschichten-Verfasser und Schriftsteller
- Andreas Gripp (* 1964)
- Stephen Guppy, Dorothy-Livesay-Poetry-Prize-Finalist 2002
- Ralph Gustafson (1909–1995), Dichter und Akademiker
- Genni Gunn (* 1949), Romanautorin, Dichterin und Übersetzerin
- Kristjana Gunnars, in Island geborene kanadische Dichterin und Romanautorin

## H
- Phil Hall (* 1953), Dichter, Akademiker und Verleger
- Jane Eaton Hamilton (* 1954), Kurzgeschichten-Verfasserin Schriftstellerin, Dichterin und Fotografin
- Claire Harris (* 1937), Dichterin
- Michael Harris
- Sharon Harris (* 1972), Schriftstellerin, Dichterin, Künstlerin und Fotografin
- Richard Harrison
- Paul Hartal (* 1936), Maler und Dichter, in Ungarn geboren
- Jill Hartman (* 1974), Dichter und Herausgeber
- Diana Hartog, Dorothy-Livesay-Poetry-Prize-Gewinnerin 1987
- Elisabeth Harvor (* 1936), Romanautorin und Dichterin
- Robert Hayman (1575–1629), Dichter, Kolonist
- Charles Heavysege (1816–1876)
- Anne Hébert (1916–2000), franko-kanadische Romanautorin und Dichterin
- Allison Hedge Coke (* 1958), Dichterin, Schriftstellerin, Künstlerin, Aktivistin und Akademikerin
- Wilfrid Heighington (1897–1945), Soldat, Schriftsteller, Dichter Rechtsanwalt und Politiker
- Steven Heighton (* 1961), Romanautor und Dichter
- David Helwig (* 1938), Dichter, Romanautor und Essayist; Vater von Maggie Helwig
- Maggie Helwig (* 1961), Dichter, Romanautor, Aktivistin; Tochter von David Helwig
- Brian Henderson (* 1948), Dichter, Akademiker und Herausgeber
- Robert Hilles (* 1951), Dichter und Romanautor
- Karen Hofmann, Dichterin, Dorothy-Livesay-Poetry-Prize-Finalistin 2009
- Clive Holden
- Emily Holton
- Cornelia Hooglund (* 1952), Dichter und Akademiker
- Sean Horlor (* 1981), Dichter, Redenschreiber, Ghostwriter
- Harry Howith (* 1934)
- Ray Hsu, Dichter und Akademiker
- Helen Humphreys (* 1961), Dichter und Romanautor
- Al Hunter Dichter, Autor, Stammesführer, Aktivist
- Aislinn Hunter (* 1969), Dichterin und Autorin, Dorothy-Livesay-Poetry-Prize-Finalistin 2002 und 2005
- Bruce Hunter (* 1952), Lehrer, Dichter und Schriftsteller
- Catherine Hunter (* 1957), Dichter, Romanautor, Herausgeber, Akademiker und Literaturkritiker
- Chris Hutchinson (* 1972)
- Douglas Smith Huyghue (1816–1891), kanadisch-australischer Dichter, Schriftsteller, Essayist und Künstler

## I
- Susan Ioannou (* 1944)
- Frances Itani (* 1942), Romanautorin, Kurzgeschichten-Verfasser, Dichterin und Essayistin

## J
- Suzanne Jacob (* 1943), Romanautorin, Dichterin, Theaterautorin, Liedtexterin und Literaturkritikerin
- Paulette Jiles (1943–2025), in den USA geborene Dichterin und Romanautorin, die zeitweise in Kanada lebte
- Rita Joe (1932–2007), indianische Dichterin und Liedtexterin, die „poet laureate of the Mi'kmaq people“ genannt
- E. Pauline Johnson (1861–1913)
- D. G. Jones (* 1929), Dichter, Übersetzer und Pädagoge
- Eve Joseph (* 1953), Dichterin und Autorin, Dorothy-Livesay-Poetry-Prize-Finalistin

## K
- Adeena Karasick, Dorothy-Livesay-Poetry-Prize-Finalistin 1995
- Lionel Kearns (* 1937), Dichter und Lehrer
- M. T. Kelly (* 1946), Romanautor, Dichter und Theaterautor.
- Penn Kemp, Romanautor, Theaterautor, Dichter
- Leo Kennedy (1907–2000), Dichter
- Robert Kirklund Kernighan (1854–1926), Dichter, Journalist und Farmer
- Roy Kiyooka (1926–1994), Fotograf, Dichter und Künstler
- Johann Peter Klassen (1868–1947), in Russland geborener mennonitischer Dichter und Schriftsteller der 1923 nach Kanada auswanderte und hauptsächlich auf Deutsch dichtete
- Sarah Klassen (* 1932), Dichterin und Schriftstellerin
- A. M. Klein (1909–1972), Dichter, Journalist, Romanautor und Kurzgeschichten-Schriftsteller
- Raymond Knister (1899–1932), Romanautor, Kurzgeschichten-Schriftsteller, Dichter, Literaturkritiker und Journalist
- Joy Kogawa (* 1935), Dichter und Romanautor
- Maka Kotto (* 1961), aus Kamerun stammender franko-kanadischer Landes-Politiker und Dichter
- Shane Koyczan (* 1976), Slampoet
- Robert Kroetsch (1927–2011), Romanautor, Dichter, Sachbuchautor und Akademiker
- Janice Kulyk Keefer (* 1952), Romanautorin, Dichterin und Akademikerin

## L
- Sonnet L’Abbé, Dichter und Literaturkritiker
- Pierre Labrie (* 1972), franko-kanadischer Dichter
- Dany Laferrière (* 1953), in Haiti geborener frankophoner Romanautor, Journalist und Dichter, seit 1976 in Kanada lebt
- Archibald Lampman (1861–1899)
- Tim Lunder (* 1938)
- Patrick Lane (* 1939), Dorothy-Livesay-Poetry-Prize-Gewinner 1996 und Finalist 2001 sowie 2005
- M. Travis Lane (* 1934), amerikanisch-kanadischer Dichter, der seit 1960 in Kanada lebt,
- Rina Lasnier (1915–1997), franko-kanadische Dichterin und Theaterautorin
- Evelyn Lau (* 1971), Dichterin und Romanautorin
- Edythe Morahan de Lauzon
- Irving Layton (1912–2006)
- Gérald Leblanc (1947–2005), franko-kanadischer Dichter, Theaterautor, Romanautor, Essayist und Schriftsteller
- Félix Leclerc (1914–1988), Liedtexter, Musiker, Dichter, Romanautor
- Dennis Lee (* 1939), Dichter, Schriftsteller und Kinderbuch-Autor
- John B. Lee (* 1951), Autor, Dichter und Akademiker
- Sylvia Legris (* 1960)
- John Lent (1948–2006), Dichter und Romanautor
- Douglas LePan (1914–1998), Diplomat, Dichter, Romanautor und Akademiker
- Tim Lilburn (* 1950), Dichter und Essayistin
- Charles Lillard (1944–1997), Dichter und Historiker, Dorothy-Livesay-Poetry-Prize-Gewinner 1989
- Dorothy Livesay (1909–1996), Dichterin
- Billie Livingston (* 1965), Romanautorin und Dichterin
- Douglas Lochhead (1922–2011), Dichter, Bibliothekar und Akademiker
- Pat Lowther (1935–1975), Dichterin

## M
- Rozena Maart (* 1962), in Südafrika geborene Dichterin, Kurzgeschichten-Verfasserin, Schriftstellerin, Romanautorin, Theaterautorin, Akademikerin und Psychotherapeutin
- Maureen McCarthy
- Karen MacCormack (* 1956)
- Bernell MacDonald (* 1948)
- Hugh MacDonald (* 1945), Dichter, Schriftsteller und Herausgeber
- Wilson MacDonald (1880–1967)
- Gwendolyn MacEwen (1941–1987), Romanautorin und Dichterin
- Walter Scott MacFarlane (1896–1979), Dichter und Soldat
- Tom MacInnes (1867–1951), Dichter und Schriftsteller
- Bob MacKenzie (* 1947), Dichter
- Barry McKinnon (1944–2023), Dorothy-Livesay-Poetry-Prize-Gewinner 1992
- Andrea MacPherson, Dichterin und Romanautorin
- Jay Macpherson (* 13. Juni 1931), Dichterin und Akademikerin
- George McWhirter, in Irland geborener kanadischer Dichter, Schriftsteller und früherer Universitätsdozent, Dorothy-Livesay-Poetry-Prize-Finalist 2008
- Keith Maillard (* 1942), Autor und Dichter
- Charles Mair (1838–1927), Dichter und Aktivist
- Robert Majzels (* 1950), Romanautor, Dichter, Theaterautor und Übersetzer
- Alice Major, zeitgenössische Dichterin
- Kim Maltman (* 1951), Dichter und Arzt
- Eli Mundel (1922–1992), Dichterin, Essayistin und Akademiker
- David Manicom (* 1960), Diplomat, Dichter und Romanautor
- Lee Maracle (* 1950), indianischer Dichter und Autor
- Nicole Markotic, Dichter und Romanautor
- Daphne Marlatt (* 1942), Dichterin und Schriftstellerin, Dorothy-Livesay-Poetry-Prize-Finalistin 2002 und Gewinnerin 2009
- Tom Marshall (1938–1993), kanadischer Dichter und Romanautor
- Camille Martin (* 1956), Dichterin und Künstlerin
- Robin Mathews (* 1931), kanadischer Dichter und Professor, politischer Aktivist gegen die amerikanische Außenpolitik
- Seymour Mayne (* 1944), Dichter und Übersetzer
- Chundra Mayor (* 1973), Dichterin und Romanautorin
- Robert McBride (1812–1895), aus Irland stammender kanadischer Dichter
- Steven McCabe, Künstler und Dichter
- Steve McCaffery (* 1947), Dichter und Akademiker
- John McCrae (1872–1918), Dichter, Arzt, Autor, Künstler und Soldat während des Ersten Weltkriegs
- David McFadden (* 1940), Dichter, Schriftsteller
- Wendy McGrath, Dichterin und Romanautorin
- David McGimpsey, Dichter, Humorist und Akademiker
- Nadine McInnis (* 1956), Dichterin, Kurzgeschichten-Verfasserin und Essayistin
- James McIntyre (1828–1906)
- Don McKay (* 1942), Dichter, Herausgeber und Pädagoge, Dorothy-Livesay-Poetry-Prize-Gewinner 2001 und 2007.
- Barry McKinnon (1944–2023)
- Brendan McLeod (* 1979), Dichter, Romanautor
- Susan McMaster (* 1950), Dichterin, Herausgeberin
- Steve McOrmond (* 1957), Dichter und Akademiker
- Mary Melfi (* 1951), aus Italien stammende Dichterin, Romanautorin und Theaterautorin die als Kleinkind nach Kanada einwanderte
- Bruce Meyer (* 1957), Dichter und Akademiker
- Pauline Michel Romanautorin, Dichterin, Theaterautorin, Liedtexterin und Drehbuchautorin
- Anne Michaels (* 1958), Dichterin und Romanautorin
- Roy Miki (* 1942), Dichter und Akademiker
- Kenneth G. Mills (1923–2004)
- Gaston Miron (1928–1996), franko-kanadischer Dichter, Schriftsteller und Herausgeber
- Lucy Maud Montgomery (1874–1942)
- Marion E. Moodie (1867–1958), Krankenschwester, Botanikerin und Dichterin
- Susanna Moodie (1803–1885), britisch-kanadische Autorin und Dichterin
- Jacob McArthur Mooney (* 1983)
- Pierre Morency (* 1942), franko-kanadischer Schriftsteller, Dichter und Theaterautor
- Kim Morrissey (* 1955), Dichterin und Theaterautorin
- Colin Morton (* 1948)
- A. F. Moritz (* 1947), Dichter und Akademiker
- Daniel David Moses (1952–2020), indianischer Dichter und Theaterautor
- Erin Mouré (* 1955)
- William Murdoch (1823–1887), schottisch-kanadischer Dichter, Schriftsteller und Gaswerkleiter, der 1854 nach Kanada einwanderte
- George Murray, Dichter und Herausgeber
- Susan Musgrave (* 1951), Dichterin und Kinderbuchautorin, Dorothy-Livesay-Poetry-Prize-Finalistin
- Jane Musoke-Nteyafas (* ca. 1976), Dichterin, Schriftstellerin, bildende Künstlerin, Kolumnistin und Theaterautorin

## N
- Akhtar Naraghi
- Roger Nash (* 1942), Dichter und Akademiker
- Lyle Neff (* 1969), Dichter, Journalist, Essayist und Literaturkritiker, Dorothy-Livesay-Poetry-Prize-Finalist 1998
- Lorri Neilsen Glenn, Dichterin, Essayistin und Akademikerin
- Émile Nelligan (1879–1941), frankophoner Dichter aus Quebec
- Holly Nelson, Schriftstellerin, Dichterin, Aktivistin, Journalistin
- Joyce Nelson, Dichterin, Dorothy-Livesay-Poetry-Prize-Finalistin 1997
- Pierre Nepveu (* 1946), franko-kanadischer Dichter, Romanautor und Essayist
- W. H. New (* 1938), Dichter, Herausgeber und Literaturkritiker
- John Newlove
- bpNichol Barrie Phillip Nichol (1944–1988), Dichter und Schriftsteller
- John Newlove (1938–2003)
- Alden Nowlan (1933–1983), Dichter, Romanautor, Theaterautor und Journalist

## O
- Patrick O’Connell (1944–2005)
- Sheree-Lee Olson, Romanautorin, Dichterin und Journalistin
- Michael Ondaatje (* 1943), in Sri Lanka geborener Romanautor und Dichter
- Heather O’Neill, Romanautorin, Dichterin, Kurzgeschichten-Schriftstellerin, Drehbuchautorin und Journalistin
- Madeleine Ouellette-Michalska (* 1930), franko-kanadische Schriftstellerin, Romanautorin, Essayistin und Dichterin
- Richard Outram (1930–2005), Dichter und Schriftsteller
- Catherine Owen, Dichterin, Dorothy-Livesay-Poetry-Prize-Finalistin

## P
- P. K. Page (1916–2010)
- Arleen Pare, Dichterin, Dorothy-Livesay-Poetry-Prize-Finalistin 2008
- Elise Partridge, Dichterin Dorothy-Livesay-Poetry-Prize-Finalistin 2009
- John Pass (* 1947), englisch-kanadischer Dichter und Akademiker, der seit 1953 in Kanada lebt, verheiratet mit Dichterin und Romanautorin Theresa Kishkan, Dorothy-Livesay-Poetry-Prize-Finalist 2001
- Christopher Patton, Dorothy-Livesay-Poetry-Prize-Finalist 2008
- Philipp Kevin Paul, Dichter, Dorothy-Livesay-Poetry-Prize-Gewinner 2004
- W. T. Pfefferle, Dichter, Schriftsteller und Akademiker
- M. NourbeSe Philip (* 1947), Dichterin, Romanautorin, Theaterautorin, Essayistin und Kurzgeschichtenverfasserin
- Ben Phillips (* 1947), Dichter, Lehrer und Verleger
- Alison Pick, Dichterin und Romanautorin
- Jean-Guy Pilon (* 1930), franko-kanadischer Dichter
- George Pirie (1799–1870), Verleger und Dichter
- Al Pittman (1940–2001), Dichter und Theaterautor
- Ted Plantos (1943–2001), Dichter, Schriftsteller, Herausgeber
- Emily Pohl-Weary, Romanautorin, Dichterin und Herausgeberin
- B. W. Powe (* 1955), Autor, Dichter und Akademiker
- Claire Pratt (1921–1995), Künstlerin, Dichterin und Herausgeberin; Tochter von Schriftstellerin und Herausgeberin Viola Whitney und E. J. Pratt, einem Dichter und Akademiker
- E. J. Pratt (1882–1964), Dichter und Akademiker
- Frank Prewett (1893–1962), Dichter
- Steven Price, Dichter, Dorothy-Livesay-Poetry-Prize-Finalist 2007
- Robert Priest (* 1951), Dichter und Kinderbuch-Autor
- Stefan Psenak (* 1969), franko-kanadischer Dichter, Theaterautor und Romanautor
- Al Purdy (1918–2000), Schriftsteller, Herausgeber und Dichter

## Q
- Meredith Quartermain, Dichterin, Dorothy-Livesay-Poetry-Prize-Gewinnerin 2006
- Joseph Quesnel (1746–1809), franko-kanadischer Komponist, Dichter und Theaterautor
- Sina Queyras, Dichterin und Akademikerin

## R
- Theodore Harding Rund (1835–1900), Pädagoge und Dichter
- Angela Rawlings (a.k.a. a.rawlings)
- James Reaney (1926–2008), Dichter, Theaterautor und Literaturkritiker
- Michael Redhill (* 1966), amerikanisch-kanadischer Dichter, Theaterautor und Romanautor
- D. C. Reid (* 1952), Dichter, Romanautor und Kurzgeschichten-Schriftsteller, Dorothy-Livesay-Poetry-Prize-Finalist 2000 und 2005
- Jamie Reid (* 1941)
- Tracy Repchuk (* 1965), Schriftstellerin, Dichterin und Herausgeberin; Präsidentin und Gründerin der Canadian Federation of Poets
- Shane Rhodes
- Charles G.D. Roberts (1860–1943), Dichter und Prosa-Schriftsteller
- Lisa Robertson (* 1961), Dichterin, Essayistin und Schriftstellerin
- Gordon Rodgers (* 1952), Dichter, Romanautor und clinical psychologist
- Linda Rogers (* 1944), Dichter und Kinderbuch-Schriftsteller, Dorothy-Livesay-Poetry-Prize-Gewinnerin 1995 und Finalistin 1998
- Joe Rosenblatt (1933–2019), Governor-General's-Award- und Dorothy-Livesay-Poetry-Prize-Gewinner 1986
- Laisha Rosnau (* 1972), Romanautor und Dichter
- Bruce Ross, Dichter, Autor, Akademiker und früherer Präsident der Haiku Society of America
- Stuart Ross (* 1959), Schriftsteller, Dichter, Herausgeber
- W.W.E. Ross (* 1894)
- Stephen Rowe (* 1980)

## S
- Peter Sanger (* 1943), Dichter und Prosa-Schriftsteller, Literaturkritiker, Herausgeber und Akademiker
- Charles Sangster (1822–1893)
- Félix-Antoine Savard (1896–1982), Priester, Akademiker, Dichter, Romanautor
- Jacob Scheier,
- Libby Scheier (1946–2000),
- Andreas Schroeder (* 1946), in Deutschland geborener Dichter, Romanautor und Sachbuch-Schriftsteller, Ehemann der Schriftstellerin Sharon Brown
- Stephen Scobie (* 1943), Dichter, Literaturkritiker und Akademiker
- Gregory Scofield, Dorothy-Livesay-Poetry-Prize-Gewinner 1994
- Jordan Scott, Dichter, Dorothy-Livesay-Poetry-Prize-Finalist 2006
- Duncan Campbell Scott (1862–1947), Dichter und Schriftsteller
- F. R. Scott, auch bekannt als Frank Scott (1899–1985), Dichter und Verfassungsexperte
- Peter Dale Scott (* 1929), Dichter und Akademiker
- Robert W. Service (1874–1958), Dichter und Schriftsteller
- Kathy Shaidle (* 1964), Autorin, Kolumnistin und Dichterin
- Francis Sherman (1871–1926)
- Joseph Sherman (1945–2006), Dichter und bildender Künstler, Herausgeber
- Nilofar Shidmehr, Dorothy-Livesay-Poetry-Prize-Finalist 2009
- Carol Shields (1935–2003), amerikanisch-kanadische Romanautorin, Kurzgeschichten-Verfasserin, Schriftstellerin, Dichterin, Theaterautorin
- Trish Shields, Dichterin und Romanautorin
- Norm Sibum
- Goran Simic (* 1952), in Bosnien geborener Dichter, Theaterautor und Kurzgeschichten-Verfasser, der in Kanada seit 1995 lebt.
- Melanie Siebert
- Anne Simpson (* 1956), Dichterin und Romanautorin
- Sue Sinclair
- George Sipos, Dichter, Dorothy-Livesay-Poetry-Prize-Finalist  2006
- Robin Skelton, schrieb manchmal unter dem Pseudonym „Georges Zuk“, französischen Surrealismus (* 1925–1997), in England geborener kanadischer Akademiker, Schriftsteller, Dichter, Übersetzer und Ethnologe, der 1963 nach Kanada auswanderte; Gründer und Herausgeber von The Mahalat Review, Dorothy-Livesay-Poetry-Prize-Finalist 1996
- Daniel Sloate (1931–2009), Übersetzer, Dichter, Theaterautor und Akademiker
- Carolyn Smart (* 1952), in England geborene Dichterin, Autorin und Akademikerin
- Elizabeth Smart (1913–1986), Dichterin und Romanautorin
- A. J. M. Smith (1902–1980), Dichter und Akademiker
- Douglas Burnet Smith (* 1949)
- John Smith (* 1927), Dichter und Akademiker
- Michael V. Smith Romanautor, Dichter und Filmemacher
- Ron Smith (1943–2013), Dichter, Autor, Herausgeber, Theaterautor und Akademiker; Gründer und Verleger von Oolichan Books 1984
- Karen Solie (* 1966), Dichterin, Dorothy-Livesay-Poetry-Prize-Gewinnerin 2002
- David Solway (* 1941), Dichter, Pädagoge, Reiseschriftsteller und Literaturkritiker
- Madeline Sonik (* 1960), Romanautorin, Kurzgeschichten-Verfasserin, Kinderbuch-Autorin, Herausgeberin und Dichterin
- Carolyn Marie Souaid (* 1959), Dichterin und Herausgeberin
- Raymond Souster (* 1921), Dichter und pensionierter Bankangestellter
- Esta Spalding (* 1966), in den USA geborene kanadische Autorin, Drehbuchautorin und Dichterin
- Birk Sproxton (1943–2007), Dichter und Romanautor
- Harold Stundish (1919–1972), Dichter und Romanautor
- George Stanley, amerikanisch-kanadische Dichter und Akademiker, der mit der San Francisco Renaissance in seinen frühen Jahren assoziiert wird, zog in den 1970er Jahren nach Kanada; involviert bei New Star Books und dem Capilano Review, Dorothy-Livesay-Poetry-Prize-Finalist 2009
- Carmine Starnino, Essayistin, Pädagogin und Herausgeberin
- John Steffler (* 1947), Dichter und Romanautor
- Ian Stephens († 1996), Journalist, Musiker und Dichter
- Ricardo Sternberg (* 1948), Dichter, in Brasilien geboren, ausgebildet in den USA
- W. Gregory Stewart (* 1950), Dichter, Science-Fiction-Autor, Kurzgeschichten-Verfasser Schriftsteller
- Anne Stone, Dichterin, Schriftstellerin und Performance-Künstlerin
- Betsy Struthers (* 1951), Dichterin und Romanautorin
- Alan Sullivan (1868–1947), Dichter, Kurzgeschichten-Verfasser-Schriftsteller, Eisenbahn- und Minineningenieur
- Rosemary Sullivan (* 1947), Dichterin, Biographin, Akademikerin und Ethnologin
- Moez Surani  (* 1979), Dichterin
- John Sutherland (1919–1956), Dichter, Literaturkritiker und Magazin-Herausgeber
- Robert Sward (* 1933), amerikanisch-kanadischer Dichter und Romanautor
- George Swede (* 1940), in Litauen geborener kanadischer Kinderbuchautor, der Haikus verfasst
- Michael Ernest Sweet (* 1979), Dichter, Schriftsteller
- Todd Swift (* 1966), Dichter, Herausgeber und Akademiker
- Anne Szumigalski (1922–1999)

## T
- Bruce Taylor (* 1960)
- Ruth Taylor (1961–2006), Dichterin, Herausgeberin und Akademikerin
- Sharon Thesen (* 1946), Dichterin und Akademikerin, Dorothy-Livesay-Poetry-Prize-Finalistin 2007
- Edward William Thomson (* 1849–1924), Journalist, Schriftsteller und Dichter
- John Thompson (1938–1976)
- Russell Thornton, Dichter, Dorothy-Livesay-Poetry-Prize-Finalist 2004
- Matthew Tierney (* 1970)
- Lola Lemire Tostevin (* 1937), Dichterin, Romanautorin und Schriftstellerin
- Rhea Tregebov (* 1953), Dichterin und Kinderbuchautorin
- Rolund Michel Tremblay (* 1972), franko-kanadischer Autor, Dichter
- Tony Tremblay (* 1968), French-kanadischer Dichter, Schriftsteller, Journalist
- Peter Trower (* 1930), Dichter und Romanautor
- Élise Turcotte (* 1957), franko-kanadische Schriftstellerin und Dichterin
- Michael Turner (* 1962), Musiker und Dichter, Dorothy-Livesay-Poetry-Prize-Finalist
- John Tyndall
- Daniel Scott Tysdal (* 1978)

## U
- Marie Uguay (1955–1981), franko-kanadische Dichterin
- Priscilla Uppal (* 1974), Dichter und Romanautor
- David UU (David W. Harris) (1948–1994), bildhafter Dichter

## V
- R. M. Vaughan, Dichter, Romanautor und Theaterautor
- Paul Vermeersch (* 1973)
- Gilles Vigneault (* 1928), Dichter, Verleger und Liedtexter; Nationalist aus Quebec
- Pamelia Sarah Vining (1826–1897)
- Garth Von Buchholz (auch G.A. Buchholz) (* 1968) Dichter, Horror-Autor, Theaterautor, Journalist und Kunstkritiker

## W
- Miriam Waddington (1917–2004), Dichterin, Kurzgeschichten-Schriftstellerin und Übersetzerin
- Fred Wah (* 1939), Dichter, Romanautor und Dozent
- Victoria Walker, Dorothy-Livesay-Poetry-Prize-Gewinnerin 1990
- Bronwen Wallace (1945–1989), Dichterin und Kurzgeschichten-Schriftstellerin
- Tom Walmsley (* 1948), Theaterautor, Romanautor, Dichter und Drehbuchautor
- Agnes Walsh (* 1950), Schauspielerin, Dichterin, Theaterautor in und Geschichtenerzählerin
- Terry Watada Autor, Schriftsteller und Dichter
- Alison Watt (* 1957), Schriftstellerin, Dichterin und Malerin
- Tom Wayman (* 1945), Dichter und Akademiker, Dorothy-Livesay-Poetry-Prize-Finalist 2000 und 2003
- Phyllis Webb (* 1927), Dichterin und Radiosprecherin
- John Weier (* 1949)
- Robert Stanley Weir (1856–1926), Dichterjurist, Richter
- Zachariah Wells (* 1976), Dichter, Literaturkritiker, Essayist und Herausgeber
- Darren Wershler-Henry (* 1966), experimenteller Dichter, Sachbuchautor und Kulturkritiker
- David Wevill (* 1935)
- Dawud Wharnsby (* 1972), Liedtexter, Dichter
- Sue Wheeler, Dichterin, Dorothy-Livesay-Poetry-Prize-Finalistin 2001
- Michael Whelan (1858–1937), Lehrer, Buchsammler und Dichter
- Gillian Wigmore, Dichterin, Dorothy-Livesay-Poetry-Prize-Finalistin 2008
- Howard White, Dorothy-Livesay-Poetry-Prize-Finalist 1994
- Zoe Whittall (* 1976), Dichterin und Romanautorin
- Anne Wilkinson (1910–1961), kanadischer Dichterin, Schriftstellerin und Essayistin
- Rob Winger, Dichter und Akademiker
- Theresa Wolfwood, politische Aktivistin und Lyrikerin
- Rita Wong, Dichterin, Dorothy-Livesay-Poetry-Prize-Gewinnerin 2008
- George Woodcock (1912–1995), Dichter, Essayist, Literaturkritiker, Biograph und Historiker; Begründer von Canadian Literature
- Lance Woolaver (* 1948), Autor, Dichter, Theaterautor und -Direktor

## Y
- J. Michael Yates (* 1938), Dichter und Dramaturg
- Jean Yoon (* 1962), Schauspieler, Dichter und Theaterautor
- Patricia Young, Dorothy-Livesay-Poetry-Prize-Gewinnerin 1988 und 1998
- Terence Young, Dorothy-Livesay-Poetry-Prize-Finalist 2007

## Z
- David Zieroth, Dichter, Dorothy-Livesay-Poetry-Prize-Gewinner 1999
- Carolyn Zonailo (* 1947), Dichter und Verleger
- Jan Zwicky (* 1955), Philosophin, Poetin, Essayistin und Violinistin, Dorothy-Livesay-Poetry-Prize-Finalist 1999 und 2006 sowie Gewinner 2005
- Rachel Zolf, Dichterin und Herausgeberin